# ウクライナのウラジーミル・レーニン像の取り壊し
- 倒されるフメリニツキーのレーニン像
- 倒されたスタニツィア・ルハンスカ近くのレーニン像
- キーウのレーニン像（2013年12月9日）
- ハルキウのレーニン像（2014年9月29日）

ウクライナのウラジーミル・レーニン像の取り壊しは、ソビエト連邦の崩壊時に始まり、1990年代に主にウクライナ西部の一部の町である程度継続したが、2013年までにウクライナの大半のレーニン像は健在のままであった。2013～2014年のユーロマイダン中に、レーニン像の破壊は広範な現象となり、ウクライナでレーニノパッド (ウクライナ語：Ленінопад、ロシア語：Ленинопад、意味「レーニンの落下」) という洒落として有名になった。「-пад」の造語は「Waterfall（滝）」や「Snowfall（降雪）」などのように「fall」を接尾辞としてつけた英単語に似ている。

## 歴史

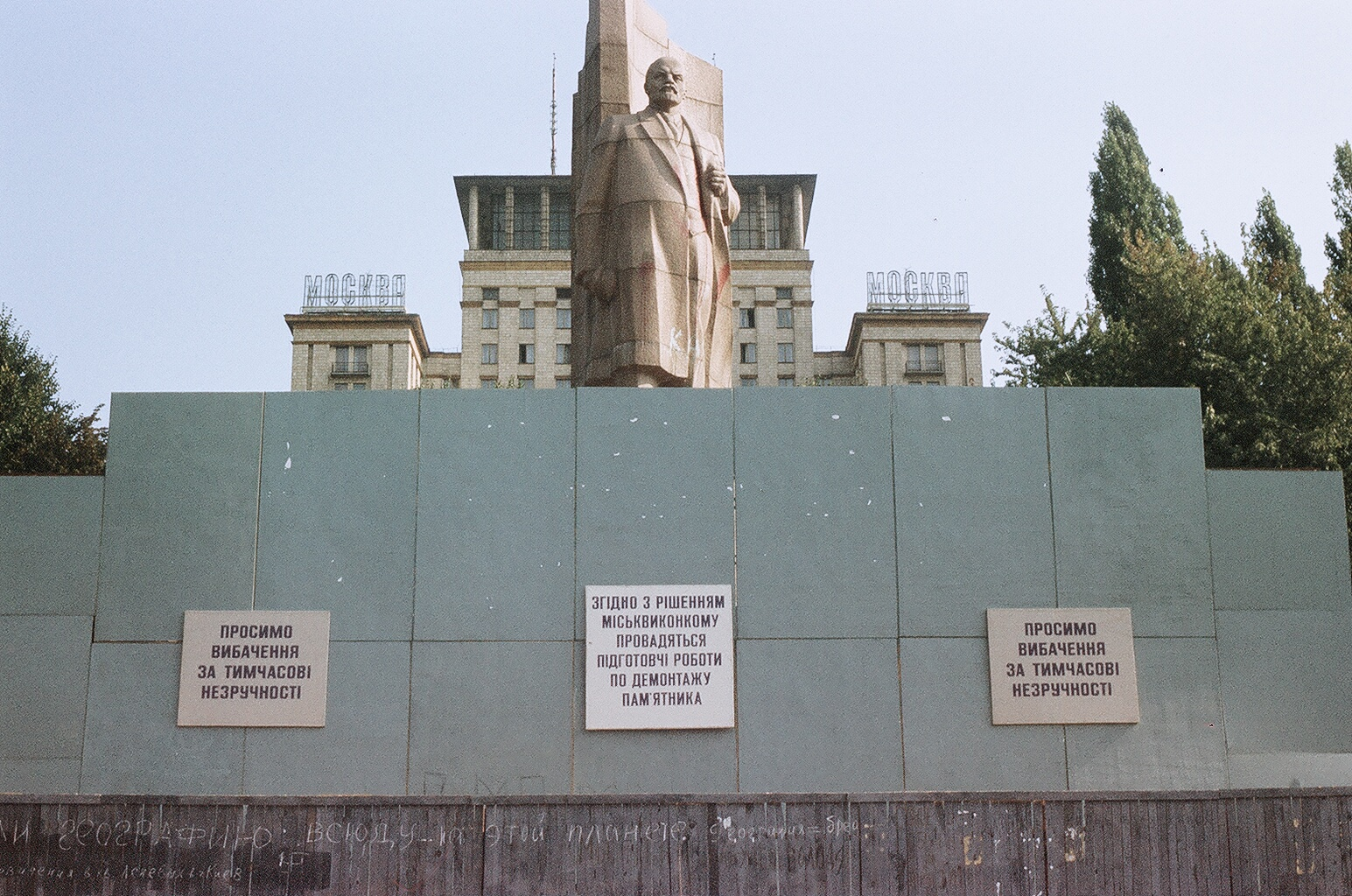
十月革命の記念碑は、ソ連崩壊後の1991年に解体された

ウクライナのレーニン像の解体は、4段階で行われた。1990年代には、ガリシアとヴォルィンで2000超のレーニン像が取り壊され、1990～2000年代の変わり目には、西部および中央部で600超が撤去され、2005～2008年には、主に中央部で600超が取り壊された。2013年から2014年にかけて、552の像が取り壊された。
レーニン像の取り壊しの最初の波は、1990年から1991年にかけてウクライナ西部で発生した。1990年8月1日、チェルヴォノフラドでレーニン像がソ連で初めて取り壊された。大衆の圧力により、公式には別の場所への移転目的で像は解体された。同年、テルノピリ、コロミヤ、ナドヴィルナ、ボリスラフ、ドロホビッチ、リヴィウ、その他のガリシアの都市でレーニン像が解体された。
1991年、ウクライナには5500のレーニン像が存在した。2015年11月、約1300のレーニン像がまだ立っていた。2014年2月から2015年12月までの間に、700超のレーニン像が撤去および/または破壊された。
2015年4月9日、ウクライナ議会は脱共産化に関する法案を可決した。2015年5月15日、ウクライナ大統領のペトロ・ポロシェンコは、共産主義の記念碑 (第二次世界大戦の記念碑を除く）の撤去と、共産主義に関連する名前の集落の強制的な改名を署名から6か月以内に行わなければならないとする法案に署名し、成立させた。2017年1月16日、ウクライナ国立記憶研究所は、1,320のレーニン像が脱共産化の過程で解体されたと発表した。
Webサイト「Raining Lenins」は、ウクライナでのレーニン像の倒壊の統計を追跡している。
2016年3月17日、ウクライナの無人地帯にある高さ19.8メートルの最大のレーニン像がザポリージャで解体された。ロシアによるクリミア併合から2014年9月28日までの間、ハルキウの無人地帯に最大のレーニン像（高さ20.2メートル）が立っていたが、2014年9月28日に倒され、破壊された。

## 期間
2013年12月8日の午後6時頃にキーウのベッサラビアン広場で行われたレーニン像の取り壊しが大量の「レーニノパッド」の始まりであるとされ、キーウでの権力闘争中に多数のユーロマイダンの活動家が死亡したと報じられた後、さらに多くの人々がソビエトの過去の記念碑を大規模に破壊し始めた。
実際、何人かの抗議者は、「全体主義、ロシアの覇権の象徴としての集落を奪い、新しいウクライナへの道を開こうとしている」と主張している。警察は、乱暴と破壊行為の事実について刑事訴訟を起こしていない。

## ユーロマイダン中に倒された共産主義の記念碑

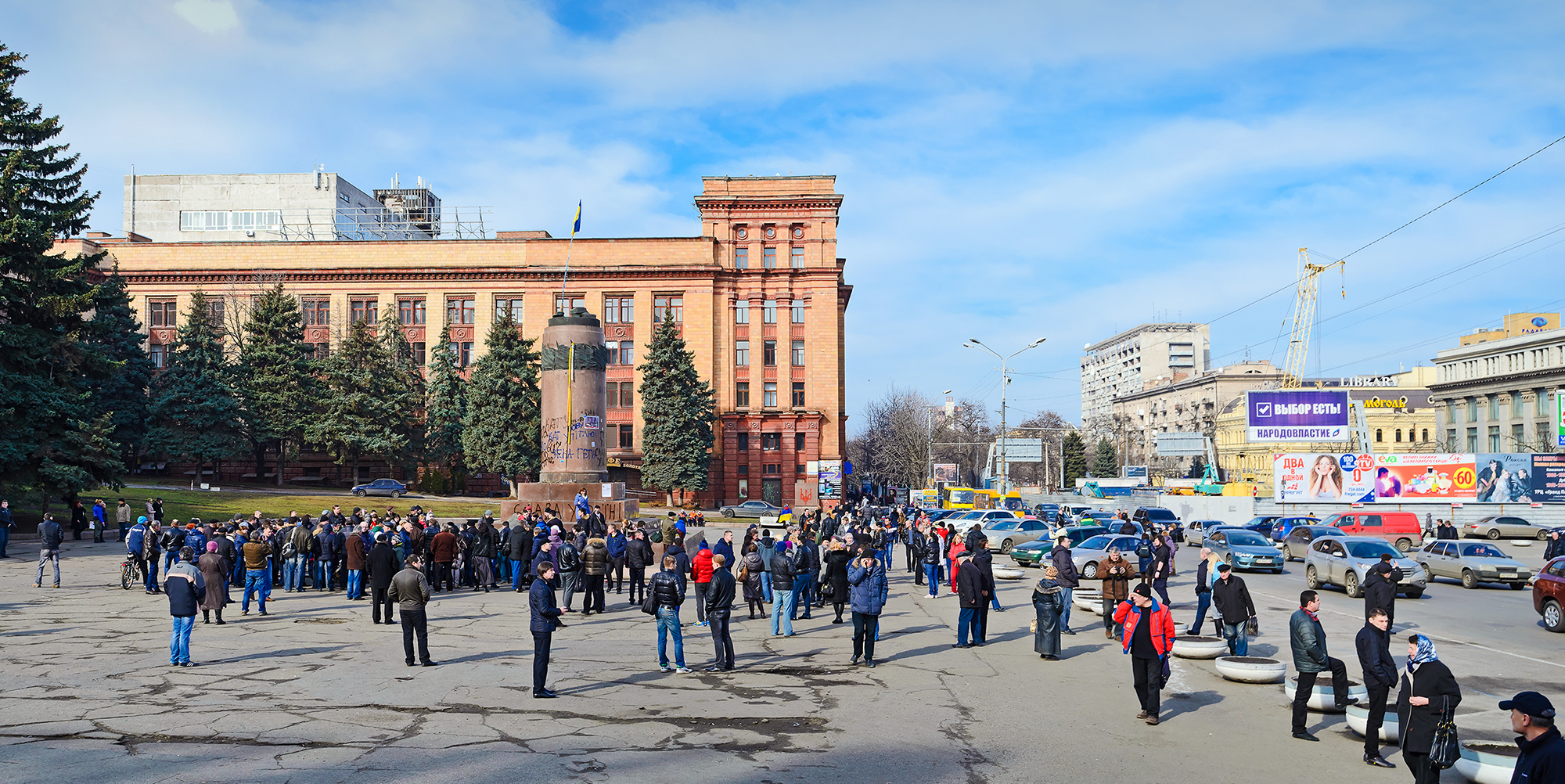
2014年2月22日のドニプロペトロウシクのレーニン広場。ウラジーミル・レーニン像は取り壊されている。

ユーロマイダンのデモ隊は、ウクライナの都市で複数のウラジーミル・レーニン像を倒した。90以上の彫像が倒されたとの推定もある。2015年12月、「ウクライナ・ウィーク」は2014年2月に376のレーニン記念碑が撤去または破壊されたと算定した。
これは部分的なリストである:
| ランドマーク | 場所                         | 日付          | 状態                 | 注記                                                                                            | 画像                                                              |
| ------------ | ---------------------------- | ------------- | -------------------- | ----------------------------------------------------------------------------------------------- | ----------------------------------------------------------------- |
| レーニン像   | アンドリエヴォ・イヴァノヴェ | 2014年1月3日  | 真っ二つに割れた     | 警察は、「歴史または文化の記念碑の破壊または損傷」と題された刑法条文に基づいて捜査を開始した 。 |                                                                   |
| レーニン像   | ベルディヒフ                 | 2014年2月22日 | 倒壊                 | [ 16 ] [ 17 ]                                                                                   | Statue of Lenin in Berdychiv in 2013.                             |
| レーニン像   | ビーラ・ツェールクヴァ       |               | 倒壊                 | [ 11 ] [ 18 ]                                                                                   | Statue of Lenin in Bila Tserkva in 2009.                          |
| レーニン像   | チェルニーヒウ               | 2014年2月21日 | 倒された             | [ 19 ] [ 20 ]                                                                                   | "Lenin has laid down"                                             |
| レーニン像   | チェルヴォナ・スロボダ       | 2014年7月8日  | 倒された             | ウクライナ共産党によると、「破壊行為に関して刑事訴訟が開かれている」                            |                                                                   |
| レーニン像   | ハルキウ                     | 2014年9月28日 | 倒壊                 |                                                                                                 | The destruction of the Kharkiv Lenin statue on 28 September 2014  |
| レーニン像   | フメリニツキー               | 2014年2月21日 | 倒された             | [ 11 ] [ 18 ] [ 23 ]                                                                            | Toppling of the statue of Lenin in Khmelnitsky, 21 February 2014. |
| レーニン像   | キーウ                       | 2013年12月8日 | 倒壊                 | [ 12 ]                                                                                          | Toppled Lenin statue being broken into pieces for souvenirs       |
| レーニン像   | コーロステニ                 | 2014年10月5日 | 倒された             |                                                                                                 | Empty plinth                                                      |
| レーニン像   | コトフスク                   | 2013年12月8日 | いくつかの部分に分割 | [ 15 ]                                                                                          |                                                                   |
| レーニン像   | メリトポール                 | 2015年7月5日  | 市議会が解体         |                                                                                                 | An empty pedestal of a Lenin statue                               |
| レーニン像   | ジトーミル                   | 2014年2月21日 | 倒壊                 | [ 11 ] [ 18 ] [ 24 ]                                                                            |                                                                   |

## 反応

### 国内
記念碑の撤去は、ウクライナの人々の間で複雑な感情を呼び起こした。場合によっては、2014年初頭のハルキウのように、共産党や社会党のメンバー、第二次世界大戦やアフガニスタン紛争の退役軍人を含む、親ロシア派のウクライナ人の群衆が記念碑を保護した。ハルキウのレーニン像は2014年9月28日に倒された。2014年10月下旬、当時のハルキウ州知事イホール・バルタは、ハルキウの住民の大多数が彫像の撤去を望んでいないと考えていたことを認めたが、「その後もほとんど抗議はなかった。これは非常に明白である」と述べた。
2015年1月、ウクライナ文化省は、記念碑から共産主義者の過去の人物まで、ウクライナの浄化に関連するあらゆる公的イニシアチブを奨励すると発表した。ヴャチェスラフ・キリレンコ副首相・文化相によると、文科省は、ウクライナの不可動文化財の国家登録簿から、そこに記載されている共産主義の人物に関連するすべての記念碑の削除を開始する予定だという。
2022年の研究によると、記念碑の撤去は、撤去が物議を醸す問題とならなくなったウクライナ東部での戦争の開始まで、ウクライナのソビエトの過去について比較的同情的な見方を持つ政党の支持者を動員した。撤去はソビエトのレガシー政党の権力の地位が弱まっていることを示しており、それが政党の支持者に選挙に出る動機を与えたという。

### 国際
ブルーシールド国内委員会によると、記念碑の一部は国家遺産に登録されている可能性があるため、解体するには、実際にそのように登録されているかどうかを確認する必要があるという。